# Saddam Hussein
Saddam Hussein 'Abd al-Majid al-Tikriti (àrab: صدام حسين عبد المجيد التكريتي, Ṣaddām Ḥusayn ʿAbd al-Majīd al-Tikrītī) (Tikrit, Iraq, 28 d'abril de 1937 - Bagdad, Iraq, 30 de desembre de 2006) fou un militar i estadista iraquià. Com a membre del partit Baas, va ser president de l'Iraq entre 1979 i 2003 i primer ministre en els períodes 1979 a 1991 i 1994 a 2003.

## Biografia

### Primers anys i educació

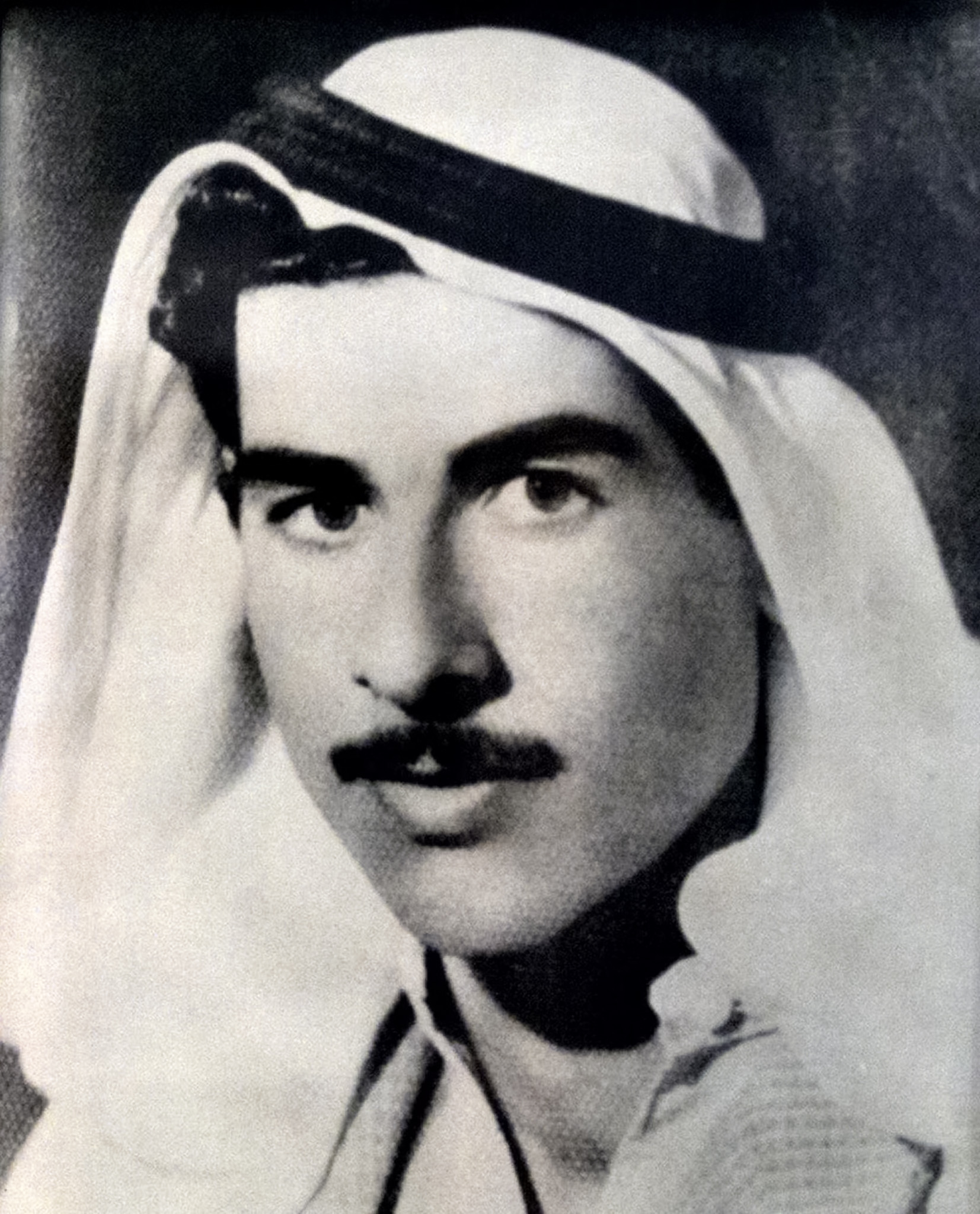
Saddam en la seva joventut, finals dels anys 50

Saddam Hussein va néixer el 28 d'abril de 1937 a al-Awja, un petit poble prop de Tikrit, fill de Hussein Abd Al-Majid i Subha Tulfah Al-Mussallat. Tots dos eren de la tribu Al-Bu Nasir, descendent d'Ahmed Bin Hussein 'Nasiruddin', descendent d’Husayn ibn Ali. La tribu Al-Bu Nasir s'havia establert a Tikrit després d'emigrar del Iemen. El nom de Saddam significa el lluitador que es manté ferm. El seu pare va morir abans del seu naixement. Això va fer que la mare de Saddam, Subha, estigués tan deprimida que va intentar, sense èxit, interrompre l'embaràs i suïcidar-se. La seva mare va ser salvada per una família jueva. Subha no tindria res a veure amb ell, i Saddam finalment seria acceptat per un oncle. La seva mare es va tornar a casar i Saddam va guanyar tres germanastres gràcies a aquest matrimoni. El seu padrastre, Ibrahim al-Hassan, va tractar Saddam durament després del seu retorn i (segons un perfil psicològic creat per la CIA) el va colpejar regularment, de vegades per despertar-lo. Al voltant dels 10 anys, Saddam va fugir de la família i va tornar a viure a Bagdad amb el seu oncle Khairallah Talfah, que es va convertir en una figura paternal de Saddam. Talfah, el pare de la futura esposa de Saddam, era un devot musulmà sunnita i un veterà de la guerra angloiraquiana de 1941 entre els nacionalistes iraquians i el Regne Unit, que continuava sent una gran potència colonial a la regió. Talfah va ser nomenat alcalde de Bagdad durant l'època de Saddam al poder, fins que la seva notòria corrupció va obligar a Saddam a destituir-lo.
El 1976, Saddam va aconseguir la posició de general a les forces armades iraquianes i es va convertir ràpidament en l'home fort del govern. Quan Ahmad Hassan al-Bakr, ancià i malalt, no podia complir les seves funcions, Saddam va anar assumint un paper cada vegada més destacat com a rostre del govern intern i extern. Aviat es va convertir en l'arquitecte de la política exterior de l'Iraq i va representar la nació en totes les situacions diplomàtiques, convertint-se en líder de facto de l'Iraq abans d'arribar formalment al poder el 1979. A poc a poc va començar a consolidar el seu poder sobre el govern iraquià i el partit Baas. Les relacions amb altres membres del partit es van cultivar acuradament i Saddam aviat va acumular un poderós cercle de suport dins del partit.
Més tard, els familiars de la seva ciutat natal es convertirien en alguns dels seus assessors i partidaris més propers. Sota la direcció del seu oncle, va assistir a un institut nacionalista a Bagdad. Després de l'escola secundària, Saddam va estudiar en una escola de dret iraquiana durant tres anys, i va abandonar els estudis el 1957 als 20 anys per unir-se al Partit Panàrab revolucionari Baas, del qual el seu oncle era partidari. Durant aquest temps, sembla que Saddam es va mantenir com a professor de secundària. La ideologia baasista es va originar a Síria i el Partit Baas tenia un gran nombre de seguidors a Síria en aquell moment, però el 1955 hi havia menys de 300 membres del Partit Baas a l'Iraq, i es creu que la raó principal de Saddam per unir-s'hi, en contraposició als partits nacionalistes iraquians més establerts, era la seva connexió familiar amb Ahmed Hassan al-Bakr i altres líders baasistes a través del seu oncle.
El sentiment revolucionari era característic de l'època a l'Iraq i a tot l'Orient Mitjà. A l'Iraq, progressistes i socialistes van atacar les elits polítiques tradicionals (buròcrates i terratinents de l'època colonial, comerciants i caps tribals rics i monàrquics). A més, el nacionalisme panarab de Gamal Abdel Nasser a Egipte va influir profundament en joves baasistes com Saddam. L'ascens de Nasser va presagiar una onada de revolucions a tot l'Orient Mitjà durant les dècades de 1950 i 1960, amb el col·lapse de les monarquies de l'Iraq, Egipte i Líbia. Nasser va inspirar els nacionalistes de tot l'Orient Mitjà lluitant contra els britànics i els francesos durant la crisi de Suez de 1956, modernitzant Egipte i unint políticament el món àrab. Es va informar que el sogre de Saddam, Khairallah Talfah, va complir cinc anys de presó pel seu paper en la lluita contra la Gran Bretanya al cop d'estat iraquià de 1941 i la guerra angloiraquiana, i sovint va ser mentor i explicat històries de les seves gestes. al jove Saddam.
El 1958, un any després que Saddam s'hagués unit al partit Baas, els oficials de l'exèrcit liderats pel general Abd al-Karim Qasim van enderrocar Faisal II d'Iraq a la Revolució del 14 de juliol.

### Ascens al poder

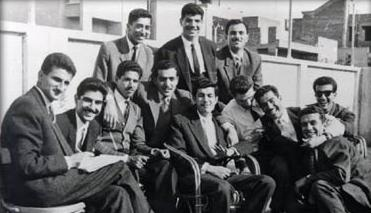
Saddam Hussein i la cèl·lula estudiantil del Partit Baas, El Caire, durant el període 1959-1963

El Partit Baas estava representat originàriament al gabinet de Qasim; tanmateix, Qasim —reticent a unir-se a la recentment formada unió de Nasser entre Egipte i Síria— va fer costat a diversos grups dins l'Iraq (sobretot els socialdemòcrates i el Partit Comunista iraquià) que li van dir que aquesta acció seria perillosa. En canvi, Qasim va adoptar una política de wataniyah de l'Iraq primer. Per reforçar la seva pròpia posició dins del govern, Qasim també tenia una aliança amb el Partit Comunista iraquià, que s'oposava a la noció de panarabisme. Les seves polítiques van enfadar diverses organitzacions panàrabs, inclòs el Partit Baas, que més tard va començar a conspirar per assassinar Qasim al carrer Al-Rashid el 7 d'octubre de 1959 i prendre el poder. Saddam va ser reclutat per a la conspiració d'assassinat pel seu líder, Abdul Karim al-Shaikhly, després que un dels possibles assassins marxés. Durant l'emboscada, Saddam (que només havia de donar cobertura) va començar a disparar prematurament, cosa que va desorganitzar tota l'operació. El xofer de Qasim va morir i Qasim va ser colpejat al braç i l'espatlla. Els assassins van pensar que havien matat a Qasim i es van retirar ràpidament al seu quarter general, però Qasim va sobreviure. No es creu que el mateix Saddam hagi rebut cap formació fora de l'Iraq, ja que va ser una incorporació tardana a l'equip d'assassinat.
Richard Sale de United Press International (UPI), citant antics diplomàtics i oficials d'intel·ligència dels Estats Units, Adel Darwish, i altres experts, va informar que l'intent d'assassinat infructuós de Qasim va ser una col·laboració entre l'Agència Central d'Intel·ligència dels Estats Units (CIA) i la intel·ligència egípcia. Els registres contemporanis pertinents relacionats amb les operacions de la CIA a l'Iraq s'han mantingut classificats o molt redactats, per la qual cosa permeten una negació plausible. Generalment s'accepta que Egipte, d'alguna manera, va estar involucrat en l'intent d'assassinat, i que els Estats Units estava treballant amb Nasser en algun nivell. El relat de Sale i Darwish ha estat discutit per l'historiador Bryan R. Gibson que conclou que els documents desclassificats disponibles dels EUA mostren que «si bé els Estats Units tenien coneixement de diversos complots contra Qasim, encara s'havien adherit a [una] política de no intervenció». D'altra banda, l'historiador Kenneth Osgood escriu que «l'evidència circumstancial és tal que no es pot descartar la possibilitat de col·laboració entre els EUA i la UAR amb activistes del Partit Ba'ath», concloent que «sigui quina sigui la validesa de [Els càrrecs de Sale], com a mínim els documents actualment desclassificats revelen que els funcionaris nord-americans estaven considerant activament diversos complots contra Qasim i que la CIA estava acumulant actius per operacions encobertes a l'Iraq».

En el moment de l'atac, el Partit Baas tenia menys de 1.000 membres;  tanmateix, l'intent d'assassinat fallit va provocar una exposició generalitzada de Saddam i el Baas dins de l'Iraq, on tots dos havien languit abans en l'obscuritat, i més tard es van convertir en una part crucial de la imatge pública de Saddam durant el seu mandat com a president de l'Iraq. Kanan Makiya explica:
| « | L'home i el mite es fusionen en aquest episodi. La seva biografia —i la televisió iraquiana, que posa en escena la història fins i tot—, parla de la seva familiaritat amb les armes des dels deu anys; la seva valentia i lleialtat al partit durant l'operació de 1959; la seva valentia per salvar els seus companys apoderant-se d'un cotxe a punta de pistola; la bala que li van treure de la carn sota la seva direcció per amagar-se; la disciplina de ferro que el va portar a tirar una pistola sobre els companys més febles que haurien deixat un membre de l'equip d'atac greument ferit en un hospital; la astucia calculadora que el va ajudar a salvar-se minuts abans que la policia irrompés deixant enrere els seus companys ferits; i finalment la llarga caminada d'un ferit de casa en casa, de ciutat en poble, pel desert fins a refugiar-se a Síria. | » |

Michel Aflaq, el líder del moviment baasista, va organitzar l'expulsió dels principals membres baasistes iraquians, com Fuad al-Rikabi, amb el motiu que el partit no hauria d'haver iniciat l'atemptat contra la vida de Qasim. Al mateix temps, Aflaq va aconseguir escons al lideratge del Baas iraquià per als seus partidaris, un d'ells era Saddam. Els assassins, inclòs Saddam, finalment van escapar al Caire, Egipte on van gaudir de la protecció de Nasser durant la resta del mandat de Qasim al poder. Saddam va escapar inicialment a Síria i després al mateix Egipte el febrer de 1960, i va continuar vivint allà fins al 1963, es va graduar de secundària el 1961 i va cursar sense èxit una llicenciatura en dret a la Facultat de Dret del Caire (1962–1963). És possible que Saddam visités l'ambaixada dels Estats Units al Caire durant el seu exili, i algunes proves suggereixen que estava en contacte freqüent amb funcionaris i agents d'intel·ligència dels EUA. Un antic funcionari nord-americà d'alt rang va dir als historiadors Marion Farouk–Sluglett i Peter Sluglett que els baasistes iraquians, inclòs Saddam, «havien entrat en contacte amb les autoritats nord-americanes a finals de la dècada del 1950 i principis dels 60».

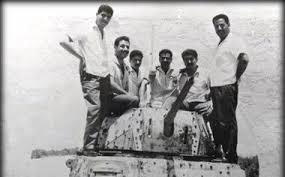
Saddam i altres baasistes posant dalt d'un tanc després de l'èxit d'estat d'estat baasista el febrer de 1963

Oficials de l'exèrcit vinculats al Partit Baas van enderrocar i van matar Qasim en el cop d'estat de la Revolució del Ramadà de febrer de 1963; fa temps que se sospita que té el suport de la CIA,  tanmateix, els documents contemporanis pertinents relacionats amb les operacions de la CIA a l'Iraq s'han mantingut classificats pel govern dels EUA, tot i que s'ha documentat que els baasistes tenien va mantenir relacions de suport amb els funcionaris nord-americans abans, durant i després del cop d'estat. Els líders baasistes van ser nomenats al gabinet i Abdul Salam Arif es va convertir en president. Arif va acomiadar i va arrestar els líders baasistes més tard aquell any en el cop d'estat iraquià de novembre de 1963. Estant exiliat a Egipte en aquell moment, Saddam no va jugar cap paper en el cop d'estat de 1963 ni en la brutal purga anticomunista que va seguir; tot i que va tornar a l'Iraq després del cop d'estat, convertint-se en un organitzador clau dins de l'ala civil del Partit Baas al seu retorn. A diferència dels anys Qasim, Saddam va romandre a l'Iraq després de la purga antibaasista d'Arif el novembre de 1963, i es va involucrar en la planificació per assassinar Arif. En marcat contrast amb Qasim, Saddam sabia que no s'enfrontava a la pena de mort per part del govern d'Arif i va acceptar conscientment el risc de ser arrestat en lloc de tornar a fugir a Síria. Saddam va ser arrestat l'octubre de 1964 i va complir aproximadament dos anys de presó abans de fugir el 1966. El 1966, Ahmed Hassan al-Bakr el va nomenar secretari adjunt del comandament regional. Saddam, que demostraria ser un hàbil organitzador, va revitalitzar la festa. Va ser elegit per al comandament regional, segons diu la història, amb l'ajuda de Michel Aflaq, el fundador del pensament baasista. El setembre de 1966, Saddam va iniciar un desafiament extraordinari a la dominació siriana del Partit Baas en resposta a la presa de possessió del Baas sirià a principis d'aquest any, donant lloc a la divisió formal del partit en dues faccions separades. Aleshores, Saddam va crear un servei de seguretat baasista, que ell sol controlava.

## Presidència
El 1979, al-Bakr va començar a fer tractats amb Síria, també sota la direcció baasista, per unificar els dos països liderats per Hafez al-Assad. Saddam va actuar per assegurar el poder, obligant al-Bakr a dimitir el 16 de juliol de 1979 i va assumir formalment la presidència.

## La purga de 1979
El 22 de juliol de 1979, un centenar de membres del partit baas van reunir-se per escoltar el seu recentment instal·lat president denunciant una conspiració contra ell. Muhyi Adbek Hussein, un dels alts líders baasistes, va procedir a confessar el seu paper en un complot per derrocar el nou règim de Saddam i nomenar els seus presumptes conspiradors. Un per un, es van cridar 50 noms, que foren escortats fora de la sala per guàrdies uniformats. La resta de membres, visiblement afectats, van començar a entonar crits de lleialtat amb Saddam amb l'esperança d’evitar el destí dels seus col·legues, però van rebre armes i van rebre l'ordre d'executar els seus companys, fent-se còmplices dels crims del seu líder.

## Guerra amb l'Iran
Entre 1980 i 1988 va materialitzar l'enfrontament amb l'Iran amb el suport dels Estats Units, ocasionant una llarga i sagnant guerra. Els Estats Units varen donar suport al règim iraquià, per interessos geopolítics a la regió persa, ja que no els interessava la progressió d'un altre estat islàmic, però d'altra banda, també venien armes a l'Iran per tal d'allargar la guerra i desgastar l'Iraq.

## Primera guerra del Golf
Amb aquest nom es coneix l'enfrontament que va començar el 2 d'agost de 1990, quan l'Iraq va envair Kuwait, que immediatament s'annexionà. A començaments de 1991, una coalició internacional encapçalada pels Estats Units obligà l'Iraq a retirar-se de Kuwait, però la guerra s'aturà quan l'exèrcit iraquià es replegà dins de les seves fronteres.

## La caiguda del règim de Saddam Hussein
Acusat de no haver complert les obligacions imposades per la comunitat internacional i de posseir encara armes nuclears, químiques i biològiques, mai trobades, però, pels inspectors de l'ONU, l'Iraq és atacat. El 19 de març de 2003, 300.000 soldats nord-americans i britànics envaeixen l'Iraq des del sud, donant lloc a l'operació Iraqi Freedom (Llibertat Iraquiana) amb l'objectiu de desarmar i destruir el règim de Saddam, acusat de col·lusió amb el terrorisme internacional. Després de pocs dies de guerra, les tropes britàniques conquereixen la península d'al-Faw i Umm Qasr; la 3a Divisió d'Infanteria i la 2a divisió de marines arriben a les portes de Bagdad el 2 d'abril. El 3 d'abril comença la batalla per la conquesta de l'Aeroport Internacional Saddam al sud-oest de la capital iraquiana; el 5 d'abril els nord-americans controlen totalment l'aeroport; en la mateixa jornada, unitats de reconeixement entren per primera vegada a Bagdad bo i trobant escassa resistència; el 6 d'abril comença la batalla de Bagdad amb violents combats entre fedaïns i nord-americans. El 9 d'abril, la capital iraquiana cau. La televisió transmet en directe a tot el món com els marines entren victoriosos a la plaça del Paradís on abaten l'estàtua de Saddam Hussein. El 15 d'abril, les tropes nord-americanes ataquen i conquereixen Tikrit, el darrer bastió de Saddam. L'1 de maig de 2003, el president George W. Bush proclama la fi dels combats a l'Iraq: «En la guerra contra l'Iraq, els Estats Units i els seus aliats han prevalgut».

## Postguerra
Malgrat l'emergiment d'una violenta i sagnant insurrecció portada endavant per la resistència iraquiana amb accions de guerrilla i dels homes d'Abu Mus'ab al-Zarqawi, líder d'al-Qaida a l'Iraq, l'expresident iraquià és capturat pels soldats nord-americans en un poblet prop de Tikrit el 13 de desembre de 2003 i és posat sota custòdia de les forces nord-americanes a Bagdad.

## Judicis per crims contra la humanitat
Sotmès a procés per un tribunal iraquià ensems amb altres set imputats, entre els quals el germanastre, tots jerarques del seu règim, per crims contra la Humanitat, amb relació a la massacre de Dujayl de 1982 (148 xiïtes assassinats), el 5 de novembre de 2006 és condemnat a morir penjat (Saddam Hussein havia demanat l'afusellament) i el 26 de desembre de 2006 la condemna és confirmada per la Cort d'Apel·lació. Amb ell també és condemnat a la forca Awwad al-Bandar, president del tribunal revolucionari, mentre Taha Yassin Ramadan, vicepresident, és condemnat a cadena perpètua.
El 30 de desembre de 2006, pocs minuts després de les 6 del matí hora de Bagdad (les 3 UTC) Saddam és executat a la forca. El 2012 és executat el que abans havia estat la seva mà dreta, Abid Al-Hamid Mahmud al-Tikriti.